# Messapiowie
Messapowie – lud indoeuropejski, według większości badaczy odłam ludów ilirskich. Najprawdopodobniej w II tysiącleciu p.n.e zasiedlili obszar dzisiejszej Apulii, w starożytności nazywanej Messapią lub Japugią. W czasie kolonizacji greckiej trwały walki pomiędzy Messapijczykami i Grekami.
Herodot z Halikarnasu opisał klęskę Greków (Tarentyjczyków) w roku 474 p.n.e.:

Z miasta Hyrii mieli założyć inne miasta, które w znacznie późniejszym czasie próbowali zburzyć Tarentyjczycy; ale ponieśli przy tym wielką klęskę, tak że była to największa rzeź wśród Hellenów ze wszystkich, jakie znamy, zarówno samych Tarentyjczyków, jak i mieszkańców Regionu. Wszyscy bowiem obywatele Regionu, którzy zmuszeni przez Mikytosa syna Chojrosa, przybyli na pomoc Tarentyjczykom, zginęli w liczbie trzech tysięcy, a liczba samych Tarentyjczyków nie była znana.

Messapiowie zostali podbici przez Rzymian w trakcie III wojny samnickiej (298–290 p.n.e.).